# 北京顺德会馆
北京顺德会馆，是广东省顺德县人在北京的会馆的总称。

## 概述
北京的顺德会馆有五处，分别位于海柏胡同路南、永光西街路东、后青厂胡同、丞相胡同、天景胡同路北。其中，位于永光西街、后青厂胡同、丞相胡同的三座早已遭到拆除。仅存位于北京市西城区海柏胡同16号的顺德邑馆，以及位于北京市西城区天景胡同的顺德会馆南馆。

## 顺德邑馆
顺德邑馆，又称顺德会馆，位于北京市西城区海柏胡同（原名海波寺街）16号，是北京五座顺德会馆中的主馆，建于19世纪初。其前身是清朝学者朱彝尊故居。朱彝尊曾入翰林院编修《明史》，后来遭到弹劾。清朝康熙二十三年三月（1684年），学者朱彝尊从禁苑迁居此处。当时他住在一座号称“古藤书屋”的南屋里，因院中种植古紫藤而得名，屋前西南有“曝书亭”。他写的文集由曹寅捐钱刊刻，被定名为《曝书亭集》。康熙二十五年（1686年）夏，朱彝尊在这里撰写《日下旧闻》一书，康熙二十六年秋（1687年）写成。康熙二十八年三月（1689年），朱彝尊从这里迁居至槐市斜街（今下斜街）的土地庙附近。
嘉庆十九年（1814年），朱彝尊在海柏胡同的旧居由兵部右侍郎温汝适（广东顺德人）等人集资购买，改建成顺德邑馆。咸丰七年（1857年），顺德邑馆重修，光禄寺署正郑子卿（广东顺德人）找来通晓风水堪舆的通政司梁同新（广东番禺人）调整会馆朝向，形成如今坐南朝北的格局。梁同新当时预言，重修落成次年顺德应考学生将春闱大捷。咸丰九年（1859年）会试，李文田中一甲第三名（探花），梁思问中二甲第二十二名。梁同新的预言应验。此事被记录在《重修顺德邑馆碑记》。
顺德邑馆占地面积7.04亩，房屋136.5间。会馆坐南朝北，分为东、中、西三路院落，其中西院据说是朱彝尊故居“古藤书屋”及“曝书亭”。朱彝尊居住时的“曝书亭”早已无存，现存的“曝书亭”是近代复建，亭顶原是圆顶，后来改建为方顶。顺德邑馆内原有《签建顺德馆小引》碑，《重修顺德邑馆》碑，馆内的“曝书亭”挂有清朝光绪丁未年（1907年）龙建章题写的“曝书亭”匾额，“古藤书屋”挂有清朝宣统三年（1911年）岑光樾题写的“古藤书屋”匾额。
顺德人罗瘿公生在北京。顺德邑馆所在的海柏胡同靠近京剧名伶聚居的椿树地区。罗瘿公来顺德邑馆时，会顺道探访椿树地区。罗瘿公看戏时发现了年轻的程砚秋，特为其赎身脱籍。民国十一年（1922年）到民国十三年（1924年），罗瘿公为程砚秋编写了十二出新戏，多已成京剧程派代表剧目。
中华民国时期，院内的古紫藤被居民砍掉。农历癸巳年秋八月（1953年），张次溪作《朱竹宅先生故居记》一文，记述了从朱彝尊故居到顺德邑馆的变迁。同年秋，张次溪约章可（字受之）为“曝书亭”绘图。1984年，顺德邑馆以“朱彝尊故居”的名义被列为北京市文物保护单位。
1992年，北京市赴香港招商团推出宣武门地段旧城改造项目，当时该项目因市政基础设施落后、建设成本高而缺少开发商问津。1992年9月，北京庄胜房地产开发有限公司在北京市工商行政管理局登记成立，随后获得了宣武门外一地块的开发权。这块土地位于宣武门外大街东侧，占地面积25公顷，开发项目取名“庄胜城”，包括“庄胜广场”和“庄胜二期住宅区”两个部分。此后该地块西部建成“庄胜广场”（内有庄胜崇光百货及写字楼等），而地块西部则长期未能开发，仍保留着胡同和四合院，顺德邑馆就在该地块里。
2009年左右，北京庄胜房地产开发有限公司拖欠中国银行湖南省分行、粤财投资等公司巨额债务无法偿还。2009年10月9日，庄胜公司与信达投资、信达北分签订《合作框架协议书》，信达投资拟受让庄胜公司位于宣武门附近的庄胜二期A-G地块的开发项目并投资建设。2009年10月20日，北京信达置业有限公司在北京市工商行政管理局西城分局登记成立，作为上述项目公司。2010年7月28日，庄胜公司作为甲方，信达投资、信达置业作为乙方，信达北分作为丙方，签订《框架协议书补充协议（三）》。2010年7月30日，庄胜公司和信达北分、信达置业、信达投资签订《执行和解协议书补充协议》。
2011年，信达投资在北京金融资产交易所挂牌转让其持有的信达置业股权，2012年10月31日由中信国安集团公开摘牌收购信达置业100%股权。2012年10月31日，中信国安投资有限公司在北京金融资产交易所摘牌收购信达置业股权，取得庄胜二期A-G地块危改项目。2012年11月，中信国安集团取得了收购信达置业成交确认书等等交易凭证，并办理完成了工商变更登记。
自2012年起，中信国安开始拆迁A-G地块，此后五年内投入约200亿元人民币解决了拖延15年的土地拆迁等问题，在2017年初完成了剩余6家企业、将近500户居民的拆迁，并在2017年3月22日取得土地证。2013年4月3日，北京市发展和改革委员会向北京市西城区发展和改革委员会作出《关于西城区庄胜二期A-G地块危改项目核准的批复》（京发改〔2013〕605号），同意北京信达置业有限公司开发建设西城区庄胜二期A-G地块危改项目，项目西到永光东街、东到香炉营东巷、南到前青厂胡同、北到香炉营头条，建设内容之一是“文物古迹保护”。2014年，“中信·国安府”一期项目楼盘首次开盘。顺德邑馆（朱彝尊故居）被保留在“中信·国安府”南院的中心，而顺德邑馆周边全部胡同、四合院均在2016年遭到拆除，被彻底毁灭。2016年北京市“棚户区改造”名单公布，“信达宣东A-G地块”（即原“庄胜二期A-G地块”）被列入。
2013年，北京庄胜起诉信达投资、信达北分、信达置业，要求解除签订的有关协议，返还A-G地块的权益，并支付违约金10亿元人民币。2014年12月18日，北京市高级人民法院作出民事判决，驳回庄胜地产的全部诉讼请求，支持了信达置业的反诉。此后北京庄胜上诉到中华人民共和国最高人民法院，2017年3月24日最高人民法院二审判决全盘推翻了一审判决，认为信达投资向中信国安出售信达置业股权是恶意违约行为，北京庄胜有权解除有关协议。
2016年1月，北京市西城区两会举行“绿色宜居城区环境建设”、“道路建设和交通环境治理”新闻发布会，宣布西城区将修复朱彝尊故居，称朱彝尊故居主体已修缮完毕，还有一户居民未迁出，西城区文物部门将督促主体单位尽快修缮。
2016年3月时，顺德邑馆西跨院已拆除，中跨院尚存正房及倒座房数间，重新改建的东跨院尚存正房两间。2016年，在顺德邑馆周边胡同、四合院的大规模拆除中，顺德邑馆残余建筑大部分已被拆除毁灭。到2016年11月，顺德邑馆仅剩大门、倒座房及东跨院正房两间，另外“曝书亭”也保留下来。但是其中仅有大门和门墩仍是古物，其余建筑都是后来改建的。
除了海柏胡同的顺德邑馆主馆外，顺德邑馆还在后青厂胡同15号（旧门牌）、椿树上二条6号（旧门牌）也有30多间房屋，占地面积约2亩。现均已无存。

## 顺德会馆南馆
顺德会馆南馆位于北京市西城区天景胡同中部北侧，旧门牌为4号。天景胡同连通了南半截胡同与菜市口胡同。顺德会馆南馆约占天景胡同北侧超过四分之一的街面，占地面积2.46亩，四进四合院，房屋57间。中华民国时期，顺德会馆南馆比海柏胡同的顺德邑馆人气更旺，因为天景胡同周边有其他很多会馆以及在京官员的私宅。顺德会馆南馆是在顺德邑馆之后增建的，建成后吸引了很多在北京逗留时间不长的广东文人、学生以及商人，而海柏胡同的顺德邑馆则以老住户居多。李慈铭的《郇学斋日记》记载了顺德会馆南馆。
顺德会馆南馆保存至今。2016年时，院内居民私搭乱建严重，建筑原貌已难见。